# Bad Boy Chiller Crew
Bad Boy Chiller Crew (скорочено BBCC ) — йоркширський реп-гурт з Бредфорда. До складу гурту входять: Gareth "GK" Kelly, Kane Welsh, Sam "Clive" Robinson.

## Історія
Гурт почав свою діяльність із завантаження комедійних відео та розіграшів на сторінці у Facebook під назвою «itzmefraz» ще в 2017 році. Сторінку створили Kane Welsh та Kieran "Fraz" Durkin. 
Наприкінці 2018 року вони почали створювати музику як Bad Boy Chiller Crew, до складу гурту також входили Fraz, Lewis "Molegrip" Lock, Clive. 
Kane Welsh спочатку був на задньому плані, переважно записуючи відео, а згодом Kane Welsh став MC (master of ceremonies) у гурті. Пізніше до гурту приєднався Gareth "GK" Kelly як ді-джей (а згодом став MC), а після внутрішніх суперечок Fraz і Molegrip були вигнані з гурту в першій половині 2019 року.
У грудні 2019 року газета The Guardian назвала їх одними із «50 нових виконавців 2020 року».
У листопаді 2021 року гурт з’явився у власному однойменному реаліті-серіалі з шести серій, який транслювався на телеканалі ITV2.
На початку 2020 року гурт підписав контракт із лондонським лейблом House Anxiety.
Альбом Disrespectful посів 10 місце в рейтингу The New York Times «Найкращі альбоми 2022 року» від Джона Караманіки (Jon Caramanica).

## Дискографія

### Студійні альбоми та мікстейпи
| Git Up Mush                                                                         | - Випущено: 15 березня 2020 р. - Формати: CD, LP, цифрове завантаження, потокове передавання                         | —   | — | —  |               |
| Full Wack No Brakes                                                                 | - Випущено: 25 вересня 2020 р. - Лейбл: House Anxiety - Формати: CD, LP, цифрове завантаження, потокове передавання  | 143 | — | —  |               |
| Disrespectful                                                                       | - Випущено: 18 лютого 2022 р. - Лейбл: House Anxiety - Формати: CD, LP, цифрове завантаження, потокове передавання   | 2   | 1 | 1  | - BPI: срібло |
| Influential                                                                         | - Випущено: 10 листопада 2023 р - Лейбл: House Anxiety - Формати: CD, LP, цифрове завантаження, потокове передавання | 56  | 7 | 38 |               |
| «—» позначає запис, який не потрапив у чарти або не був випущений на цій території. | |     |   |    |               |

### Мініальбоми
- Charva Anthems (14 May 2021)[15]

### Сингли

#### Як головний артист
| "450" (with S Dog)                                                                  | 2020 | 84 | 25 | —  | - BPI: Gold     | Full Wack No Brakes              |
| "Guns Up"                                                                           | 2020 | —  | —  | —  |                 | Full Wack No Brakes              |
| "Needed You"                                                                        | 2020 | —  | —  | —  |                 | Non-album single                 |
| "Don't You Worry About Me"                                                          | 2021 | 31 | 11 | 89 | - BPI: Gold     | Charva Anthems and Disrespectful |
| "Hideout" (with Bru-C)                                                              | 2021 | —  | —  | —  |                 | Non-album single                 |
| "Footsteps on My Shoes" (featuring Jordan)                                          | 2021 | —  | 34 | —  |                 | Disrespectful                    |
| "Free" (featuring Chris Nichols)                                                    | 2021 | —  | —  | —  |                 | Disrespectful                    |
| "Bikes N Scoobys"                                                                   | 2021 | —  | —  | —  |                 | Disrespectful                    |
| "Messages"                                                                          | 2021 | —  | —  | —  |                 | Disrespectful                    |
| "BMW"                                                                               | 2022 | 7  | 1  | 29 | - BPI: Platinum | Disrespectful                    |
| "Skank All Night (You Wot, You Wot)" (with Majestic)                                | 2022 | —  | —  | —  |                 | Influential                      |
| "When It Rains, It Pours"                                                           | 2022 | 69 | 26 | —  |                 | Influential                      |
| "Renegade"                                                                          | 2022 | —  | —  | —  |                 | Influential                      |
| "Jurgen Kropper" (featuring Local)                                                  | 2022 | —  | —  | —  |                 | Influential                      |
| "George Best" (featuring Tom Zanetti)                                               | 2023 | —  | —  | —  |                 | Influential                      |
| "Spaceship"                                                                         | 2023 | —  | —  | —  |                 | Influential                      |
| "Sliding" (featuring Window Kid and Charlie Choppa)                                 | 2023 | —  | —  | —  |                 | Influential                      |
| "Memory"                                                                            | 2023 | —  | —  | —  |                 | Influential                      |
| «—» позначає запис, який не потрапив у чарти або не був випущений на цій території. |      |    |    |    |                 |                                  |

#### Як відомий артист
| Назва                                                 | Рік      | Пікові позиції в чартах | Альбом                      |
| Назва                                                 | Рік      | Великобританія          | Альбом                      |
| ----------------------------------------------------- | -------- | ----------------------- | --------------------------- |
| "Come with Me" (Riton featuring Bad Boy Chiller Crew) | 2021 рік | —                       | Disrespectful               |
| "Alizé" (Gino Bonazzi featuring Bad Boy Chiller Crew) | 2022 рік | —                       | Non-album single            |
| "Toxic" (Nines featuring Bad Boy Chiller Crew)        | 2023 рік | 37                      | Crop Circle 3 і Influential |